# Misiaczek (film)
Misiaczek (tytuł oryg. 10 Timer til Paradis, ang. Teddy Bear) – duński dramat obyczajowy z 2012 roku w reżyserii Madsa Matthiesena. Wyprodukowany przez Film Movement.
Światowa premiera filmu miała miejsce 22 stycznia 2012 roku podczas Festiwalu Filmowego w Sundance. W Polsce premiera filmu odbyła się 7 września 2012 roku.

## Opis fabuły
Kopenhaga. 38-letni kulturysta Dennis (Kim Kold) skrycie marzy o znalezieniu prawdziwej miłości. Jednocześnie nie potrafi wyzwolić się spod wpływów nadopiekuńczej matki. Zainspirowany wujem postanawia poszukać ukochanej w Tajlandii, raju seksturystyki.

## Obsada
- Kim Kold jako Dennis
- Elsebeth Steentoft jako Ingrid
- Lamaiporn Hougaard jako Toi
- David Winters jako Scott
- Barbara Zatler jako Sasha
- Sukunya Mongkol jako Phatnay

i inni.